# Deudorix ogasawarae
Deudorix ogasawarae är en fjärilsart som beskrevs av Matsumura 1919. Deudorix ogasawarae ingår i släktet Deudorix och familjen juvelvingar. Inga underarter finns listade i Catalogue of Life.